# Troubled Waters (singolo)
Troubled Waters è un singolo del cantante svedese Victor Crone, pubblicato il 22 febbraio 2020 su etichetta discografica King Island Roxystars Recordings, parte del gruppo della Playground Music Scandinavia. Il brano, scritto dallo stesso interprete con Dino Medanhodzic e Benjamin Jennebo, è incluso nell'omonimo EP.
Con Troubled Waters il cantante ha preso parte a Melodifestivalen 2020, la competizione canora svedese utilizzata come processo di selezione per l'Eurovision Song Contest 2020. Essendo risultato uno dei due più votati dal pubblico fra i sette partecipanti alla sua semifinale, ha avuto accesso diretto alla finale del 7 marzo, dove si è classificato al 9º posto su 12 partecipanti con 57 punti totalizzati.

## Tracce
1. Troubled Waters – 3:00

## Classifiche
| Classifica (2020) | Posizione massima |
| ----------------- | ----------------- |
| Svezia            | 17                |